# Tessa Souter

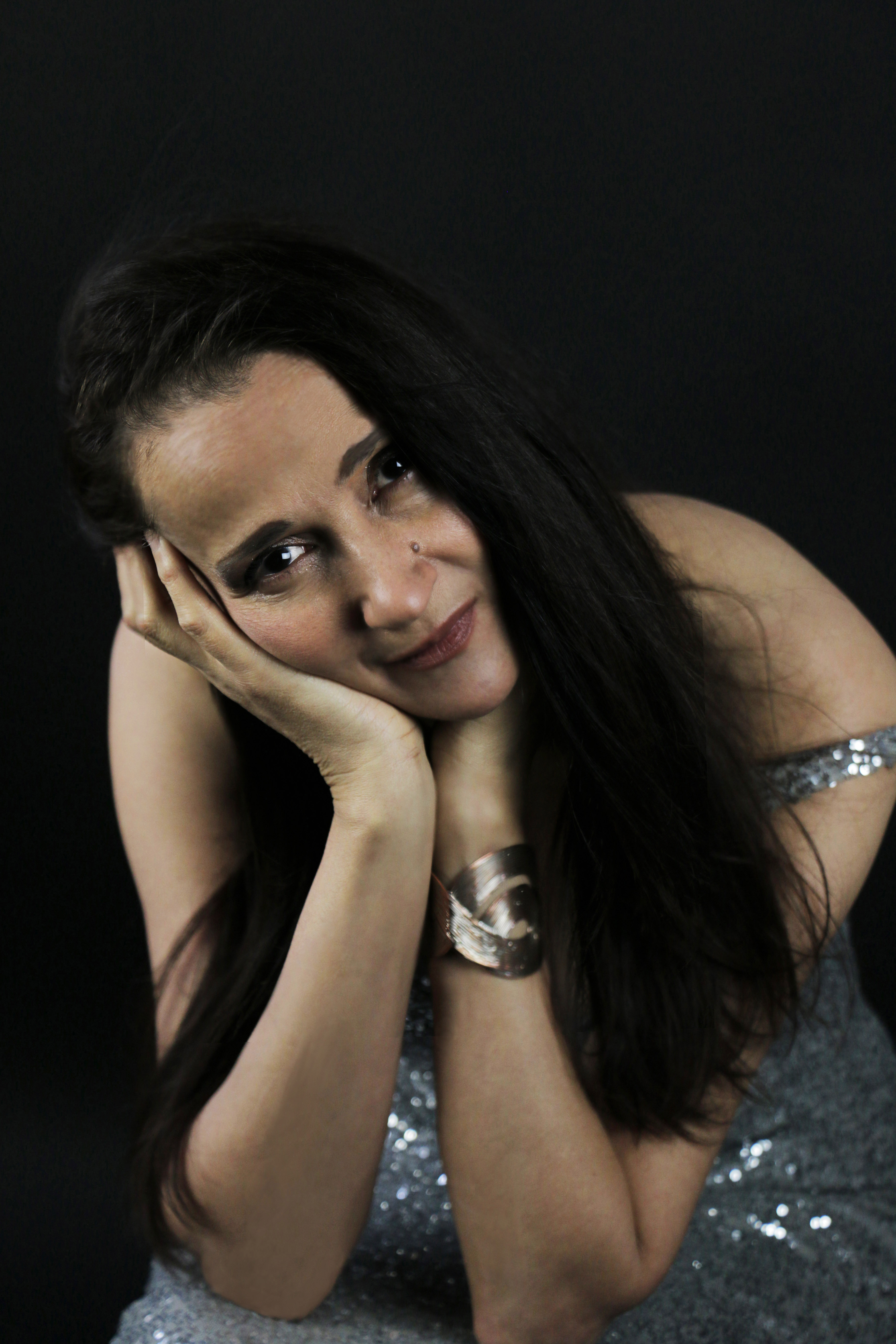
Tessa Souter

Tessa Souter (* 3. April 1956 in London) ist eine britische Journalistin, Jazzsängerin und Liedtexterin.

## Leben und Wirken
Souters Eltern stammen aus Trinidad und England; mit acht Jahren hatte sie Klavierunterricht. Mit zwölf Jahren begann sie autodidaktisch Gitarre zu spielen und Songtexte zu Instrumental-Kompositionen zu schreiben, ohne sie jedoch aufzunehmen. Mit 16 Jahren verließ sie das Elternhaus, heiratete und bekam einen Sohn. Nach ihrer Scheidung geriet sie in finanzielle Schwierigkeiten und arbeitete in verschiedenen Jobs; daneben beendete sie das College und nahm einen Job als Redakteurin in einem Elternmagazin an.
In den 1990er Jahren zog sie in die Vereinigten Staaten, lebte in Lenox (Massachusetts), New York und in San Francisco. Sie schrieb 1992 bis 1996 als freie Mitarbeiterin für verschiedene Magazine und Zeitungen, wie die Times, The Independent, Vogue, Elle. Ende der 1990er Jahre begann sie eine zweite Karriere als Jazzsängerin, nachdem sie 1998 ein Stipendium der Manhattan School of Music erhalten hatte. Nach einem Semester Musiktheorie gab sie jedoch das Studium auf, um Privatunterricht bei Mark Murphy zu nehmen.
Seit 1999 trat sie u. a. mit Mark Murphy, Joe LaBarbera, Santi Debriano und Howard Johnson auf. 2004 erschien ihr Debütalbum Listen Love, gefolgt von Nights of Key Largo (2008), auf dem von Kenny Werner, Joel Frahm, Jay Leonhart und Billy Drummond begleitet wurde. Das Album Obsession legte sie im Jahr 2009 vor; Souter schrieb für ihr Werk, das der Allmusic als „a kind of modern Great Anglo-American Songbook“ kennzeichnete, Songtexte zu Kompositionen von Kenny Barron, Freddie Hubbard und Milton Nascimento; daneben spielte sie auch eine Jazz-Version von Nick Drakes River Man, des Pete Brown/Jack-Bruce-Songs White Room und des Beatles-Klassikers Eleanor Rigby ein. Mit Musikern wie Yasushi Nakamura und Luis Perdomo
nahm sie ihr  Erik Satie Projekt Shadows and Silence (2025) auf.